# Hersilia igiti
Espèce
Hersilia igiti est une espèce d'araignées aranéomorphes de la famille des Hersiliidae.

## Distribution
Cette espèce est endémique du Rwanda. Elle se rencontre à 2 400 m d'altitude.

## Description
La femelle mesure 8,0 mm.

## Publication originale
- Foord & Dippenaar-Schoeman, 2006 : A revision of the Afrotropical species of Hersilia Audouin (Araneae: Hersiliidae). Zootaxa, no 1347, p. 1-92.